# Macrocarpaea hilarula
Macrocarpaea hilarula är en gentianaväxtart som beskrevs av Jason Randall Grant. Macrocarpaea hilarula ingår i släktet Macrocarpaea och familjen gentianaväxter. Inga underarter finns listade i Catalogue of Life.